# お茶漬ナショナリズム
『お茶漬ナショナリズム』（おちゃづけナショナリズム）は、三島由紀夫の評論・随筆。日本の文化や伝統を軽蔑しながらも、海外旅行先でお茶漬の味を恋しがったり、西洋と比べて日本の価値を判断したりするような主観的・日本的な感覚に寄りかかっている中途半端なインテリ「新帰朝者」たちの有り様を批判したもの。
「西洋の鏡」を通してからでしか日本の良さを認識しえず、自分（日本）の持っている値打ちを遠くからでなくては気づかなくなってしまった現代日本人に対して、西洋との比較を一切やめたら？ と提案し、日本特有の精神的価値を誇りにし子供にもどんどんチャンバラ遊びをやらせられる「自然な日本人」になれと快活な口調で語る内容となっている。

## 発表経過
1966年（昭和41年）、雑誌『文藝春秋』4月号（第44巻第4号）に掲載された。その後、日本教文社から1969年（昭和44年）7月10日に刊行された『若きサムラヒのために』に単行本収録された。同単行本の文庫版は1996年（平成8年）11月10日に文春文庫より刊行された。

## 内容・あらまし
二派に分れる新帰朝者
羽田空港から海外に行く者もだいぶ増えて、「新帰朝者」という明治風な言葉はもう通用しないと思いきや、たった数か月外国に行っただけでカルチャーショックで人生が一変してしまう人も結構いて、客観的にみて富裕国でもないイタリアに1年間行っても「日本は貧しい」と言い張り続ける者もいる。しかし、数年前の好景気（高度経済成長）から次第に、「やっぱり日本は大したもんだ派」が「日本は貧しい派」を圧倒するようになってきたことを三島由紀夫は時代的に感じ、明治の新帰朝者から戦後の新帰朝者までの移り変わりを考える。
明治時代の新帰朝者は、とうてい敵いっこない西洋文明の利器と日本の住み慣れた伝統的な暮らしを比較・競争することもなく、プライドは専ら非物質的な「日本人および日本文化の精神的価値」に置いて、とりあえず目に見える物質的な面は「文明開化」を装いながら忠実に西洋のコピーをしてきた。だが、その「文明開化」がやがて心の中にまで浸透して「日本文化の精神的価値」を見失い、魂までも西洋化しようとする「埋没組」の「インテリ新帰朝者」が大半を占め、日本の古典などろくすっぽ読んだことのない「インテリ」が日本のオピニオンリーダーになってしまった。
第二次世界大戦後の経済的復興により日本は明治以来の国内生産物による豊富な国内消費が確立する。その頃、ヨーロッパはアメリカ化で経済的覇権が薄れたため、西欧渡航者は西洋と日本の経済的な較差をほとんど感じなくなり、それが無邪気な「日本は大したもんだ派」の発想の根拠となった。この発想はかつての明治人の新帰朝者にはありえず、「日本は大したもんだ派」の脳内の「日本人の精神的価値」は「勤勉精神」だけしか勘定にないと三島は嘆く。
一方、「日本はまだ貧しい派」の発想の根拠は、西欧の社会保障などと比較して日本の貧困を分析し、日本文化の特質さえも全てその貧しさからだとして、AA諸国並みの社会主義革命が起きないかぎり日本は本当の金持ちになれないと指摘する。そして、この一見違うように見える「日本はまだ貧しい派」と「日本は大したもんだ派」に共通するものを、三島は「お茶漬ナショナリズム」と呼ぶ。
文明開化の後遺症
外国に行くと現地の在留日本人から、「ぜひ家へお茶漬を食べに来て下さい」と言われ、海苔も千枚漬もありますよ、と招待されることがよくあり、そう言われると、進歩的文化人も反動政治家も含めた、ほとんどの日本人旅行者がマタタビの匂いを嗅いだ猫のように喉をゴロゴロ鳴らしながら、仲良く「お茶漬ノスタルジー」の虜になる。
そもそも国の食生活ほど変わりにくいものはなく、日本に生まれ育った人間にとっては、社会がどんなに工業化されても日本古来の米飯文化とは縁の切れないものである。だから日本人が日本に帰ってくると「やっぱり日本はいいや。飯が旨くて」という極めて正直な感想に至るが、この飯への愛着は日本人にしかわからない主観的なものであり、西洋人には絶対に理解できない感覚である。
「日本はまだ貧しい派」も「日本は大したもんだ派」もお茶漬を掻き込みながら、そんな感覚と各々の思想が入りまじって、ひたすら日本について外国と比較しながら、「日本はまだ後進国だ」「日本は今や極東ではなく極西だ」などと、ああでもないこうでもないと議論が繰り広げられていくことを三島は訝る。
この「お茶漬ナショナリズム」のバリエーションには、世界一周をしたおかげで、日本のフランス料理が一番うまいことや、日本の女が世界一魅力的であること、ステテコ一枚で青畳に寝転がることがいかに素晴らしいかを再発見したりすることなど様々あり、いったん外側から日本を眺めないとその良さを認識しえない輩が多いことを以下のように三島は分析する。
アメリカ風の美女
この章で三島は、日本の近現代史を、1人の女に喩えながら、ざっと以下のように説明していく。
幕末以来、「西洋」というものは「日本の鏡」だったのである。『松山鏡』の話の村ではないが、そもそも日本人は黒船がやって来るまでは、いわば「鏡のない国」に住み、自身の顔をまんざらでもないものと思っていた。しかし、いきなり西洋の鏡をつきつけられ、我が身のアバタ面に狼狽した日本は、早急に西洋の真似をして「俄化粧」を施すがあまり巧くはいかず、己の内面的精神的価値を信じる以外になかった。明治という時代は、そうした「俄化粧の顔」と、「内面的な日本の美しい顔」の2つの顔を持っていたのである。
やがて「俄化粧」にも慣れて少しずつ巧くなり、内面の精神的価値を信じる生理的必要性が稀薄になってくると、自分の顔が西洋人と似ているような錯覚的な気持ちになったのが大正時代で、鏡の方もだんだんイカレ始め正確な像を映さなくなっていた。それと同時に、鬱積した心理的な不満や強い反動がやってきて、自分を世界一の美女だと信じたくなり、昔見たアバタ面の驚愕を忘れるため、日本中の西洋の鏡をぶっ壊すことになっていくのが昭和の言論統制であった。
大東亜戦争中は、「日本は世界一の美女である」ということになっていたのだが、素朴に自分自身をまんざらでもないと思っていた黒船来航前とは異なり、一度西洋の「鏡」を知っていたから、「ホントかな」という心配や「鏡」をぶちこわした後ろめたさも内心あった。この「日本は世界一の美女である」という無理矢理で不自然なナルシシズムは、実は明治の文明開化の後遺症の一つでもあった。
アメリカに敗戦した結果、再び鏡を突きつけられることになった日本は、死にたいほど悲観した。だが、その顔の衝撃は敗戦のショックの方が上回っていたため、黒船の頃ほどではなかった。そして、日本中が鏡に取り囲まれた今度のアメリカ風の「俄化粧」はだいぶ上手になり、本当のアメリカ女と見間違えるほどの美女になったが、この猛烈な化粧の習得の早さは、世界の驚異になった。
だが、アメリカ風の美女になり、経済的にも豊かな身分になってみると、日本は初めて日本は「これでいいのかしら」となんとなく感じるようになった。そして周囲を見渡すと、火鉢も提灯も法被も腰巻も日常から無くなり、「日本を日本たらしめていたもの、日本人を日本人たらしめていたもの」も消え失せた。
比較を一切やめたら?
そんなふうに、日本の古典もちゃんと読んだことのないインテリが西洋に出かけ、西洋の精神的伝統と物質文明の伝統に圧倒されると「日本派まだ貧しい派」になり、現代西洋の文化創造力の衰弱や生活の平均化から相対的に日本の生活水準との近さを感じると「日本は大したもんだ派」になることを、三島はこの章で改めて整理する。
この二派は、表現は異なってはいても、両者とも西洋に行く前よりも日本や日本人に関心を抱き始めた点で一種のナショナリストではあるものの、彼らの議論が結局は主観的独断的である点で共通し、どちらもお茶漬の味に立脚した「お茶漬ナショナリズム」であって、日本人の「精神的内面的価値」に真のプライドの根拠を置いておらず、ここが明治の新帰朝者との大きく違う点でもある。
昭和戦後の二派はどちらも、その尺度が結局は西洋が基準にあって、「日本は大したもんだ派」にしても、すごいという威張りの根拠の日本製のテレビや電気冷蔵庫、トランジスター・ラジオやカメラも元々は西洋近代物質文明の発明のおかげであり、『源氏物語』から伝授されているわけではないと、日本の精神性を問題とし三島は言う。
「日本は大したもんだ派」のお茶漬ナショナリストのナショナリズムの根拠は、お茶漬の味という日本人にとっての否定しがたい主観的なエモーション（情緒）を持ちながらも、一方では結局、「文明開化以来の迷妄」に乗っかっているとして、二派ともども、西洋を比較・基準にしないで、もっとシンプルにただ「お茶漬は実にうまいもんだ」とだけ言ったらいいと、三島は以下のように提起する。
さらに、東京オリンピックの際に外国人の手前、トルコ風呂を閉鎖したり、東京を清潔な都会に見せかけるために深夜の風俗営業を禁止したりした官僚に蔓延る「文明開化思考」を三島は唾棄し、浅沼事件があった時にも官僚が、パリのムーラン・ルージュで公演中の日本のダンサー団に、「日本について誤解を招くから」と短刀の殺陣の場面のカットを勧告したことを「愚かな考え」と批判する。
そして、そうした官僚的な考えは、日本精神から発しているのではなくて「文明開化の亡霊的思考」であり、そうした「文明開化的思考」が残っている間は、いつまで経っても日本人は「自然な日本人」になれないと三島は分析する。
自然な日本人になれ
外国人に対し、「日本のいいところ、平和的なもの、無害なもの、清潔なものだけ」を見せようとするのは、日本古来の接客道徳とは違うと三島は指摘し、片づいた綺麗な部屋にお客を通してお体裁を繕うという演じ合いの主客の生活伝統は、他の部屋は汚いという恥部をお互い知っている日本人同士の暗黙の了解がある上で成り立っているのであって、外国人相手に日本の無害なもの平和的なものだけを印象づけるのは「偽善」や「欺瞞」であり、それは善意からくる接客道徳ではなくて、大和心に反する「漢意」だと説明する。
そして、元旦に家の一番高い場所から近隣の家々を眺め、日の丸を掲げている家の少ないことに驚いていた三島は、日の丸のグッドデザイン的の美しさに言及しながら、つべこべと小難しい思想的なことは言わないで、その美しさで門に国旗を掲げることはできないのか？ と提案し、前年秋の海外旅行中に遭遇した日の丸との2度の思い出を語る。
1度目は、三島が宿泊していたニューヨークのホテルで偶然国際会議か何かが催されて、「三笠宮殿下」が来泊したため正面玄関に巨大な日の丸が掲げられ、自分も一日本人として、その巨大な旗の一部分を受持っているように心が広がる気持になったことを述べる。
2度目は、ハンブルクの港で入港してきた巨大な貨物船の船尾にひるがえっている日の丸を発見し、その場に居合わせた唯一の日本人としてそれに向って胸のハンカチをひろげて振り回した思い出である。その時の外地にひるがえる日の丸への感激は、自然な理屈抜きの感情で、「ロマンチックな心情を鼓吹する」ようにできている旗が、「ちぎれんばかりに風にはためく」様子が胸を搏つのだと語る。
しかし、他人にそうした話をすると、日本のインテリの大体の人間が薄笑いし、三島を憐れむような目で見る者もいたため、三島は、自身の「日の丸ノスタルジー」と、インテリたちの「お茶漬ナショナリズム」では、いったいどちらの方に国際性があるのだとこの章で反論する。
自分の国の国旗に感動するというのはどこの国の人間も持っている心情であり、自分の故郷の食べ物のノスタルジーも各国あるにしても、日本人がお茶漬を美味しがるように、ギリシャ人がムーサカを食べないでいたら発狂するというほどのことはなさそうだと言う三島は、一番肝心なことは「日本のユニークな精神的価値」を誇りにすることだとして、以下のように「日本の未来の若者」への望みを最後に結びとしている。

## 執筆背景
※三島由紀夫の作品や随筆内からの文章の引用は〈　〉にしています（論者や評者の論文からの引用部との区別のため）。
三島由紀夫がこの随筆を発表した1966年（昭和41年）には、『日本人の誇り』という随筆も発表しており、その文中でも、前年秋に夫人同伴でアメリカ、ヨーロッパ、東南アジアを旅行した際にドイツのハンブルクの港で見た巨大な貨物船の船尾にはためく日の丸に感動したことを、『お茶漬ナショナリズム』と同様に回想している。
『日本人の誇り』では、ハンブルクで見た日の丸から〈日本人の素朴な明るい心情〉が光を放っているようだったと記され、自身もいつかその〈素朴な明るい〉日本、〈あの明るさ、単純さ、素朴と清明〉に帰れるのだという安心感を得たことが語られながら、巣に帰るか帰らないかは個人の自由ではあるものの、自分は〈巣を持つた鳥〉である方がいいとして、小説家としての〈巣鳥の言葉〉（日本語）への自覚が述べられている。
その三島が抱く日本文化への誇りは、日本人の〈繊細優美な感受性と、勇敢な気性との、たぐひ稀な結合〉であり、その日本の特質は同時に〈われわれが恥とするところの構成要素と同じ〉だとして、自意識の強い国民性を持つ日本人が、〈恥と誇りとの間をヒステリックに往復する〉のもその特質ゆえだと論じている。
こうした日本人としての誇りを、国際的視野から自覚していた背景の一つには、前年の1965年（昭和40年）秋の海外旅行中に、三島がノーベル文学賞の最有力候補だと報じられたり、自ら監督・主演した自作映画『憂国』が1966年（昭和41年）1月にツール国際短編映画祭劇映画部門で第2位を受賞したりするなど、自身の国際的な評価や知名度が一段と高まっていた時期でもあり、それが三島の日本人としての自覚や意識を、より強固なものにしたと考えられている。
さらに、この頃の日本国内は高度経済成長や安保闘争など変動的な時代背景があり、『お茶漬ナショナリズム』などを収めた刊行本『若きサムラヒのために』の「あとがき」では、〈文学者をして敢て『時務の文』を書かしめるのは、今のやうなそして又幕末のやうな、変動し流転する時代の特質なのである〉と結んでいる。

## 作品評価
福田和也は、三島由紀夫が『檄文』などで示そうとした「命よりも大切なものがある」という意味の問いかけが、今日の時代においても「その意味を失っていない。いよいよその意義は増すばかり」だと述べつつ、三島の「死」は「未だに生きている」という前置きをした上で、福田が惹きつけられてやまない「快活で男性的な口調」を持つ『お茶漬ナショナリズム』の結びの、〈日本の未来の若者にのぞむことは、ハンバーガーをパクつきながら、日本のユニークな精神的価値を、おのれの誇りとしてくれることである〉と書かれた段落を引用しながら、「このように語った三島由紀夫が、なぜあのような死を選んだのか、『若きサムライ』たる若い読者たちに、考えていただきたい」と提言している。

## おもな収録刊行本

### 単行本
- 『若きサムラヒのために』（日本教文社、1969年7月10日） NCID BN09273198
  - カバー写真撮影：深瀬昌久。紙装。フランス装。218頁
  - 付録：三島由紀夫「あとがき」
  - 収録作品：
    - 「若きサムラヒのための精神講話」「お茶漬ナショナリズム」「東大を動物園にしろ」
    - 猪木正道との対談「安保問題をどう考えたらよいか」、福田赳夫との対談「負けるが勝ち」、福田恆存との対談「文武両道と死の哲学」
- 文庫版『若きサムライのために』（文春文庫、1996年11月10日） 
  - 装幀：菊地信義。カバー装画：横山明。紙装。
  - 付録：三島由紀夫「あとがき」。解説：福田和也
  - 収録作品：日本教文社刊行の原本と同一内容。
- 『日本人養成講座』（メタローグ・パサージュ叢書、1999年10月8日。平凡社、2012年5月）
  - 装幀・造本設計：巌谷純介。カバー装画・ロゴマーク：多田順。紙装。
  - 口絵写真1頁1葉（市ヶ谷・自衛隊での三島。提供：毎日新聞）
  - 編者・年譜作成：高丘卓[注釈 3]
  - 付録：村松英子「巻末エッセイ」。「三島由紀夫略年譜」。初出・所収一覧
  - 解説：高丘卓「三島由紀夫のパサージュ」
  - 収録作品：
    - ［I. ニホン人のための日本入門］として、「アメリカ人の日本神話」「お茶漬ナショナリズム」
    - ［II. 日本語練習講座］として、「文章読本（抄）」
    - ［III. サムライの心得］として、「小説家の休暇（断片）」「若きサムライのための精神講話（抄）」
    - ［IV. エロスと政治について］として、「心中論」「二・二六事件と私」
    - ［V. おわり方の美学］として、「団蔵・芸道・再軍備」「私の中のヒロシマ――原爆の日によせて」「愛国心」「新知識人論」「私の中の二十五年」
- 『終わり方の美学――戦後ニッポン論考集』（徳間文庫カレッジ、2015年10月15日）
  - 編者・年譜作成：高丘卓
  - カバーデザイン：風デザイン室。写真撮影：篠山紀信
  - 解説：高丘卓「『人間喜劇』エピソード」
  - 付録：「三島由紀夫略年譜」
  - 収録作品：
    - ［I. ニホン人のための日本入門］として、「アメリカ人の日本神話」「お茶漬ナショナリズム」
    - ［II. 日本語練習講座］として、「文章読本――附 質疑応答」
    - ［III. サムライの心得］として、「小説家の休暇（断片）」「若きサムライのための精神講話（抄）」
    - ［IV. エロスと政治について］として、「心中論」「二・二六事件と私」「性的変質から政治的変質へ――ヴィスコンティ『地獄に堕ちた勇者ども』をめぐって」
    - ［V. 死を夢見る肉体について］として、「現代の夢魔――『禁色』を踊る前衛舞踏団」「“殺意”の無上の興奮――『人斬り』田中新兵衛にふんして」「『総長賭博』と『飛車角と吉良常』のなかの鶴田浩二」「『憂国』の謎」「聖セバスチャンの殉教」
    - ［VI. 終わり方の美学］として、「団蔵・芸道・再軍備」「私の中のヒロシマ――原爆の日によせて」「愛国心」「新知識人論」「私の中の二十五年」

### 全集
- 『三島由紀夫全集32巻（評論VIII）』（新潮社、1975年12月25日）
  - 装幀：杉山寧。四六判。背革紙継ぎ装。貼函。旧字・旧仮名遣い。口絵写真撮影：柿沼和夫
  - 月報：ジョン・ネイスン「『午後の曳航』のころ」。《評伝・三島由紀夫32》佐伯彰一「三島由紀夫以前（その8）」。《三島由紀夫論7》田中美代子「美神の冒険」。
  - 収録作品：昭和40年3月から昭和42年3月の評論90篇。
  - ※ 同一内容で豪華限定版（装幀：杉山寧。総革装。天金。緑革貼函。段ボール夫婦外函。A5変型版。本文2色刷）が1,000部あり。
- 『決定版 三島由紀夫全集34巻・評論9』（新潮社、2003年9月10日）
  - 装幀：新潮社装幀室。装画：柄澤齊。四六判。貼函。布クロス装。丸背。箔押し2色。旧仮名遣い。
  - 月報：川瀬賢三「『天と海』レコード化のころ」。増田元臣「美しい人間の本性」。［思想の航海術9］田中美代子「形体の力」
  - 収録作品：［評論］昭和41年3月から昭和43年5月までの評論163篇。「二・二六事件と私」「ナルシシズム論」「日本への信条」「『道義的革命』の論理――磯部一等主計の遺稿について」「葉隠入門」「愛国心」「円谷二尉の自刃」「小説とは何か」ほか